# Diphenylsulfon
Diphenylsulfon ist eine chemische Verbindung aus der Gruppe der Sulfone. Sie wird als Hochtemperatur-Lösemittel verwendet. Diphenylsulfon ist außerdem akarizid wirksam.

## Gewinnung und Darstellung
Diphenylsulfon kann aus Benzolsulfonsäure dargestellt werden.